# Svaté Pole
Svaté Pole település Csehországban, a Příbrami járásban. Svaté Pole Rybníky, Stará Huť, Obořiště, Daleké Dušníky és Dobříš településekkel határos. Lakosainak száma 546 fő (2024. január 1.).

## Népesség
A település lakosságának változását az alábbi diagram mutatja:
| Lakosok száma | 339  | 352  | 342  | 257  | 266  | 326  | 429  | 478  | 530  | 546  |
|               | 1869 | 1890 | 1921 | 1950 | 1980 | 2001 | 2017 | 2019 | 2022 | 2024 |